# Krculi
Krculi is een plaats in de gemeente Žminj in de Kroatische provincie Istrië. De plaats telt 145 inwoners (2001).